# Kęstutis Smirnovas
Kęstutis Smirnovas (* 1976 in Šakiai) ist ein litauischer liberaler Politiker und Kampfkunst-Sportler. Er war Seimas-Mitglied.

## Leben
Nach dem Abitur 1991 an der 1. Mittelschule Šakiai absolvierte Kęstutis Smirnovas 1994 die Agrarschule Kudirkos Naumiestis, 1996 die Schule der Unteroffiziere der Landesschutzes, 1999 die Schule für Grenzschützer Medininkai, 2002 das Studium als Sportlehrer an der Lietuvos kūno kultūros akademija in Kaunas und 2008 das Masterstudium der Bildungsorganisation und Edukologie an der Vytauto Didžiojo universitetas.
Von 1997 bis 1999 arbeitete Kęstutis Smirnovas als Grenzschutz-Polizist in Pagėgiai und Šakiai von Staatsgrenzschutzamt am Innenministerium der Republik Litauen. 1999 lehrte er in der Sportschule Šakiai und ab 2003 als Sporttrainer.
Ab 2002 war Kęstutis Smirnovas Mitglied von Lietuvos liberalų sąjunga, ab 2003 Liberalų ir centro sąjunga. Von 2007 bis 2015 war er Mitglied im Rat der Rajongemeinde Šakiai.
Von 2016 bis 2020 war er Mitglied im 12. Seimas. Er setzte sich durch gegen Ministerpräsidenten Algirdas Butkevičius.
1998 und 1999 war Kęstutis Smirnovas litauischer Meister im Jiu Jitsu.